# Idiopsar erythronotus
Az Idiopsar erythronotus a madarak osztályának verébalakúak (Passeriformes) rendjébe és a tangarafélék (Thraupidae) családjába tartozó faj.

## Rendszerezése
A fajt Rodolfo Amando Philippi és Christian Ludwig Landbeck írták le 1861-ben, a Chlorospiza nembe Chlorospiza erythronotus néven. Egyes szervezetek a Diuca nembe sorolják Diuca erythronota néven, Sorolták a Phrygilus nembe Phrygilus erythronotus néven és az Ephippiospingus nembe Ephippiospingus erythronotus néven is.

## Előfordulása
Dél-Amerikában, az Andokban, Bolívia, Chile és Peru területén honos. Természetes élőhelyei a szubtrópusi és trópusi gyepek, sziklás környezetben. Állandó, nem vonuló faj.

## Megjelenése
Testhossza 16 centiméter.

## Természetvédelmi helyzete
Az elterjedési területe nagyon nagy, egyedszáma pedig stabil.  A Természetvédelmi Világszövetség Vörös listáján nem fenyegetett fajként szerepel.